# Ronald Opus
Ronald Opus ist der Name eines getöteten Mannes in einem fiktiven Ermittlungsfall. Die von dem amerikanischen Pathologen Don Harper Mills erdachte Geschichte beginnt mit dem Selbstmordversuch von Opus, enthält jedoch viele Wendungen und stellt so immer wieder neu die Frage, ob es sich juristisch um Selbstmord oder Mord handelt.

## Ursprung und Verbreitung
Die Geschichte wurde von Don Harper Mills, dem Präsidenten der American Academy of Forensic Sciences, erdacht und 1987 als Rede bei einem Bankett der Akademie vorgetragen. Laut Aussagen in einem Interview von 1997 hatte Mills Teile der Geschichte zuvor aufgeschrieben und weitere im Laufe der Rede hinzuerfunden. Er habe sie einerseits zur Unterhaltung ausgedacht, andererseits zur Veranschaulichung, „wie man, wenn man ein paar kleine Fakten verändert, die rechtlichen Auswirkungen massiv verändert“.
Nachdem sie sich ab August 1994 im Internet als angeblich wahre Moderne Sage verbreitet hatte, fügen neuere Fassungen häufig hinzu, dass der Fall im März 1994 geschehen und im selben Jahr von Mills erzählt worden sei. Ab 1998 habe ein nicht existenter Journalist der Associated Press einen Bericht über die Veranstaltung der Akademie verfasst. 1999 wurde sie von der San Francisco Police Officers Association als angeblich wahre Geschichte verbreitet, woraufhin der San Francisco Chronicle mit einer Widerlegung reagierte.
Mills erhielt seit ihrer ersten Verbreitung immer wieder Anfragen von Journalisten zur Geschichte, von Rechtsstudenten und -professoren, sie in Lehrbüchern verwenden zu dürfen. Mittlerweile ist sie in verschiedenen Büchern über Recht als hypothetischer Fall zur Diskussion enthalten.

## Inhalt der Erzählung
Bei der Erzählung des angeblichen Falls gibt Mills die Entwicklung der Ermittlungserkenntnisse wieder und kommentiert jeweils, ob es sich nach dem aktuellen Stand um Selbstmord oder Mord handelt.
Ein Rechtsmediziner stellt an der Leiche von Ronald Opus Tod durch einen Kopfschuss mit einer Flinte fest. Die Ermittlungen ergaben bereits, dass er vom Dach eines zehnstöckigen Gebäudes sprang, um Selbstmord zu begehen, aber auf Höhe des neunten Stocks von der aus dem Zimmer abgefeuerten Flinte getroffen wurde. Kommt jemand bei einem Suizidversuch anders als auf geplante Weise um, gilt der Tod dennoch als Suizid. Allerdings war am achten Stock ein Sicherheitsnetz gespannt, weswegen Opus den Fall überlebt hätte, sodass der Rechtsmediziner den Schuss für Mord hält.
Im neunten Stock hatte ein älteres Ehepaar gestritten, wobei der Mann die Frau mit der Flinte bedroht, aber nach dem Abdrücken verfehlt hatte. Das wäre Mord an Opus, hätte der Mann ihn mit der Absicht, die Frau umzubringen, getötet. Nach Eigenaussage habe das Paar geglaubt, die Flinte sei nicht geladen gewesen, weil es eine Gewohnheit des Mannes sei, sie als leere Drohung zu verwenden. Dass er dennoch jemanden getroffen hat, wäre demnach ein Unfall.
Wie ein Zeuge berichtete, war die Flinte von dem Sohn des Paares geladen worden, dem seine Mutter weitere finanzielle Hilfe versagte. Der Sohn, der erwartete, sein Vater würde irgendwann seine Mutter versehentlich treffen, sei daher der Schuldige des Mordes, auch wenn er weder geschossen habe noch tatsächlich die Mutter getötet wurde.
In der letzten Wendung wird entdeckt, dass der Sohn Ronald Opus war, der sich somit durch den Schuss selbst getötet hat. Der Rechtsmediziner schließt den Fall als Selbstmord.

## Verarbeitung in Medien
Die Geschichte wurde abgeändert insbesondere in Krimiserien als Fall aufgegriffen, den die Figuren lösen müssen, oder nur als hypothetischer, so etwa 1998 in Homicide und Murder Call, 2003 in Law & Order und 2010 in CSI: Miami.
In dem Film Magnolia von 1999 benutzte Drehbuchautor und Regisseur Paul Thomas Anderson die Geschichte im Intro als eines von drei Beispielen für besondere Zufälle, die von einem Erzähler präsentiert werden. Der Tote heißt dabei Sydney Barringer und es ist seine Mutter, die schießt. Sie wird des Mordes an ihrem Sohn angeklagt und er als Komplize bei seinem eigenen Tod genannt.
In der Mangareihe JoJo no Kimyō na Bōken wird sie im sechsten Handlungsbogen Stone Ocean als Hintergrundgeschichte der Figur Thunder McQueen, der in einem Band von 2000 erscheint, variiert: Er saß acht Jahre im Gefängnis, weil er beim Reinigen seiner Waffe versehentlich eine Frau erschoss, die im Suizidversuch gerade an seinem Fenster vorbeifiel.
Die Indie-Rockband Silvery verarbeitete die Geschichte musikalisch mit dem Lied The Ronald Opus auf ihrem dritten Album Etiquette, das sie 2013 veröffentlichten.

## Weblink
- Textfassung: Murder or Suicide? In: Duty First, Vol. 7, Nr. 2, Spring 2006, S. 22.